# Sanctuaire de la vie sauvage de Harar
Le sanctuaire de la vie sauvage de Harar (Harar Wabi Shebelle) (catégorie IUCN de type VI) et le sanctuaire des éléphants de Babille (catégorie IUCN de type II) forment un complexe d'aires protégées en Éthiopie. Ils sont situés dans la zone de Misraq (Est) Hararghe, dans la région d'Oromia, au sud de Babille.
Le sanctuaire d'Harar Wabi Shebelle est reconnu zone importante pour la conservation des oiseaux par le Bird Life International.
Il protège notamment l'éléphant de savane d'Afrique.